# Батомга (метеостанция)

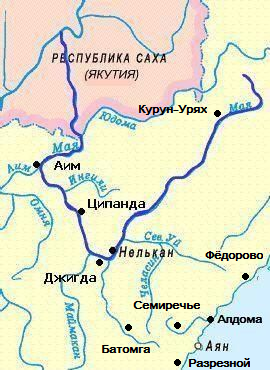

Бато́мга, известна также как Метеостанция Батомга — населённый пункт (тип:метеостанция) в Аяно-Майском районе Хабаровского края. Находится на межселенной территории.

## География
Метеостанция Батомга находится на реке Батомга (приток Майи) примерно в 100 км к западу от районного центра села Аян.

## Население
| 2002 | 2010 | 2011 | 2012 | 2019 | 2021 |
| ---- | ---- | ---- | ---- | ---- | ---- |
| 3    | ↗4   | →4   | →4   | ↘0   | ↗1   |

Национальный состав
Согласно результатам переписи 2002 года, в национальной структуре населения
русские составляли 100 % из 3 чел..

## Инфраструктура
Действует гидрометеорологическая станция.